# Taliabustruikzanger
De taliabustruikzanger (Locustella portenta) is een endemische vogel uit het montane bos van het het eiland Taliabu (Soela-archipel, Indonesië). De soort werd in 2020 in het tijdschrift Science als nieuwe soort voor de wetenschap geldig beschreven.

## Kenmerken
De vogel is 14 tot 15 cm lang en lijkt sterk op de sulawesistruikzanger (L. castanea). De taliabustruikzanger is van boven donkerder bruin en ook de geluiden die de vogel maakt verschillen van die van Locustella-soorten van de naburige eilanden. Bovendien wees moleculair fylogenetisch onderzoek uit dat de soortstatus verdedigbaar is. De vogel werd in 2009 al ontdekt, het holotype werd in 2013 verzameld.

## Verspreiding en leefgebied
De vogel is endemisch op het eiland Taliabu. De vogel komt voor in ongerept (want mijdt plaatsen waar het bos afgebrand is geweest) montaan tropisch bos op hoogten tussen de 1000 en 1400 meter boven zeeniveau.

## Status
De grootte van de populatie werd in 2022 geschat op 4500 tot 15.000 (of 10.000) volwassen individuren. Deze soort wordt bedreigd door habitatverlies dat wordt veroorzaakt door het bedrijven van zwerflandbouw door middel van branden. Daarom staat de soort als kwetsbaar op de Rode lijst van de IUCN. 